# Albert Uffenheimer
Albert Uffenheimer (* 24. Mai 1876 in Fürth; † 9. April 1941 in Albany, USA) war Arzt.

## Leben
Uffenheimer wurde als Sohn eines jüdischen Kaufmanns geboren und besuchte zunächst ein Gymnasium in Nürnberg. Er studierte anschließend in Würzburg, München und Berlin Medizin. Nach seiner 1899 in München erfolgten Promotion (Titel der Dissertation: Zur Histiologie und Histiogenese der papillären Kystome des Eierstocks"), nahm er ab 1900 eine Anstellung im Berliner Urban-Krankenhaus an. An dieser Institution gelang ihm die Kultivierung des Bacillus aerophilus agilis.
Er übernahm dann eine Stelle als Assistenzarzt an der Königlichen Universitäts-Kinderklinik Greifswald, ging aber bereits 1903 an das Haunersche Kinderspital München, wo er bis 1905 tätig war.
Im Jahr 1906 heiratete Uffenheimer. Aus der Ehe ging 1913 die Tochter Eva († 1997) hervor.
Nachdem Uffenheimer 1906 in München habilitierte (Titel der Habilitationsschrift: Experimentelle Studien über die Durchgängigkeit der Wanderungen des Magendarmkanals neugeborener Tiere für Bakterien und genuine Eiweißstoffe), übernahm er von 1908 bis 1909 im Münchener Westend die Leitung einer Säuglingberatungsstelle. 1911 wurde er Chefarzt der Laboratorien und ab 1915 außerordentlicher Professor der Königlichen Universitäts-Kinderklinik München.
Im Ersten Weltkrieg war Uffenheimer als Lazarett- und Kommandaturarzt eingesetzt. Nach Kriegsende eröffnete er zunächst private Praxis in München, bevor er 1925 Direktor der Kinderklinik des städtischen Krankenhauses Magdeburg-Altstadt wurde. Er wurde als Nachfolger von Hans Vogt städtischer Kinderarzt und modernisierte die Klinik. 1926 übernahm er auch die Kinderinfektionsabteilung von Max Otten. Im Jahr 1929 berief er die erste klinische Oberärztin Charlotte Struve.
Nach der Machtergreifung der Nationalsozialisten musste Uffenheimer aus rassistischen Gründen binnen eines Tages seine Klinik verlassen. Er verließ Magdeburg und übersiedelte zunächst nach Kattenhorn am Bodensee. Ostern 1938 erhielt er eine Aufforderung zur sofortigen Emigration. Zunächst zog Uffenheimer daher nach London, wo er mit schwer erziehbaren Jungen arbeitete. 1940 ging er als Dozent an das Siena College. Hier starb er am 9. April 1941 an einem Herzinfarkt.

## Ehrungen
Die Stadt Magdeburg benannte ihm zu Ehren einen Platz (Albert-Uffenheimer-Platz).

## Schriften
Uffenheimer verfasste 30 wissenschaftliche Arbeiten und gehörte zu den Mitherausgebern der Monatsschrift für Kinderheilkunde.
- Warum kommen die Kinder in der Schule nicht vorwärts? Zwei Vorträge vor der Schulkommission des Aerztlichen Vereins in München; zus. mit Otto Stählin.

München, Verl. der Ärztl. Rundschau (Otto Gmelin) 1907 (Der Arzt als Erzieher. Sammlung gemeinverständlicher ärztlicher Abhandlungen. 28) (Mehrere Auflagen)
- Soziale Säuglings- und Jugendfürsorge. Quelle & Meyer, Leipzig 1910.
- Die Bettnässer-Krankheit im Kindes- und Jugendalter. Walter, Olten 1937.